# رستم جانگابایف
رستم جانگابایف (انگلیسی: Rustam Djangabaev؛ زادهٔ ۲۵ اوت ۱۹۹۳) وزنه‌بردار اهل ازبکستان است.
وی در مسابقات کشوری و بین‌المللی در مجموع برندهٔ ۲ مدال طلا، ۱ مدال برنز شده‌است.